# Home (Three Days Grace)
Home è il terzo singolo della rock band canadese Three Days Grace, estratto dall'omonimo album del gruppo. Il brano è stato scritto da Adam Gontier. Del singolo è stato pubblicato anche un videoclip musicale.

## Tracce
1. Home – 4:20

## Formazione
- Adam Gontier – voce, chitarra ritmica
- Barry Stock – chitarra solista
- Brad Walst – basso
- Neil Sanderson – batteria, cori

## Classifiche
| Classifica (2004)    | Posizione massima |
| -------------------- | ----------------- |
| US Billboard Hot 100 | 90                |
| US Alternative Songs | 7                 |
| US Mainstram Rock    | 2                 |